# 헤더 드로치
헤더 드로치(Heather DeLoach, 1983년 2월 1일 ~ )는 미국의 배우, 텔레비전 배우, 기업가, 영화배우이다.
캘리포니아주에서 태어났다.

## 영화
- 분노의 핑퐁 (2007년)
- 여기보다 어딘가에 (1999년) - 엘렌 역
- 프리티 레이디 (1997년)
- 소공녀 (1995년) - 이멩가드 역
- 비밀 캠프 (1994년)
- ER (1994년)